# أليسيا بيتري
أليسيا بيتري (14 أكتوبر 1923 - 9 فبراير 2011) كانت شخصية عامة في فنزويلا، شغلت مرتين منصب السيدة الأولى لفنزويلا (1969-1974 - 1994-1999) كزوجة للرئيس الفنزويلي رافائيل كالديرا. كانت مؤسسة متحف الأطفال في كاراكاس. عملت كرئيسة لمؤسسة الأطفال في فنزويلا، وشاركت أيضًا في منظمات أخرى مخصصة لرعاية الأطفال.

## الحياة الشخصية
ولدت أليسيا بيتري مونتمايور في 14 أكتوبر 1923. تزوجت من رافائيل في 6 أغسطس 1941. وأنجب الزوجان ستة أطفال: ميريا ورافائيل توماس وخوان خوسيه وأليسيا هيلينا وسيسيليا وأندريس. أصبح خوان خوسيه كالديرا (مواليد 1948) سياسيًا. توفي زوجها رافائيل كالديرا في 24 ديسمبر 2009 بعد معاناته لعدة سنوات مع مرض باركنسون. توفيت في كاراكاس في 9 فبراير 2011 عن عمر يناهز 87 عامًا لأسباب طبيعية.